# Prunus brachypetala
Prunus brachypetala là loài thực vật có hoa trong họ Hoa hồng. Loài này được (Boiss.) Walp. miêu tả khoa học đầu tiên.